# DesiRée Beck
Michael Cardoso (Irecê, 5 de abril de 1990), mais conhecido pelo seu nome artístico DesiRée Beck, é um modelo, maquiador e drag queen brasileiro, mais conhecido por participar da segunda temporada do Drag Race Brasil. Beck se inspirou em RuPaul's Drag Race e iniciou sua carreira como drag queen no bar Âncora do Marujo. Como artista drag, Beck competiu no reality show Caravana das Drags, do Prime Video e competiu na segunda temporada do Drag Race Brasil, da WOW Presents Plus.
Nascido em Irecê, Bahia, em 5 de abril de 1990, atualmente Beck vive em Salvador com seu marido (com quem está desde 2010) e se identifica como uma pessoa homossexual.[carece de fontes?]

## Filmografia
| Ano  | Título             | Função       | Notas       | Ref.  |
| ---- | ------------------ | ------------ | ----------- | ----- |
| 2023 | Caravana das Drags | Participante | Temporada 1 | [ 5 ] |
| 2025 | Drag Race Brasil   | Participante | Temporada 2 | [ 6 ] |